# Alauddin Riayat Shah III di Johor
Alauddin Riayat Shah III di Johor (1562 – Aceh, 1615) è stato sultano di Johor dal 1597 al 1615.

## Biografia
Alauddin Riayat Shah III di Johor salì al trono alla morte del padre, nel 1597.
Trasferì la capitale del sultanato a Batu Sawar. Intorno al 1609 trasferì la sua amministrazione a Pasir Raja. Nel 1612, su iniziativa del suo co-regnante e fratellastro Abdullah, meglio conosciuto dai documenti storici dell'epoca come Raja Bongsu o Raja Seberang e che dopo il 1613 governò come Abdullah Shah Ma'ayat, supervisionò il processo editoriale e la compilazione del Sejarah Melayu (Annuali malesi), la più importante opera letteraria malese di tutti i tempi. In quest'opera viene narrata la storia romanzata dell'origine, dell'evoluzione e della scomparsa del grande impero marittimo malese, il sultanato di Malacca.
Nel 1606 Alauddin si alleò con gli olandesi per lottare contro i portoghesi, nel tentativo di cacciarli dalla penisola malese in una campagna militare congiunta. A tal fine ratificò due trattati con l'ammiraglio olandese Cornelis Matelieff de Jonge nel maggio e nel settembre 1606. A seguito di un blocco del fiume Johor predisposto tra il 1608 e il 1609, firmò un accordo di pace con i portoghesi nell'ottobre del 1610.
Nel 1612 entrò in conflitto con il sultano Abdul Ghafur Muhiuddin Shah di Pahang. Con l'aiuto del sultano del Brunei riuscì a sventare l'attacco sul suo regno. Questo conflitto indebolì il Johor.
Il suo destino e le circostanze della sua morte rimangono incerti. Alcuni sostengono che fuggì a Batu Sawar al momento dell'attacco del sultanato di Aceh nel 1613 e che morì in esilio a Lingga, mentre altri sostengono venne catturato due volte dai rivali tra il 1613 e il 1615 e che successivamente fu giustiziato nel 1615. È sepolto a Kota Tinggi, nel Johor.